# Araneus abigeatus
Araneus abigeatus este o specie de păianjeni din genul Araneus, familia Araneidae, descrisă de Levi, 1975. Conform Catalogue of Life specia Araneus abigeatus nu are subspecii cunoscute.